# Crowsnest Pass (municipalité spécialisée)
Ne doit pas être confondu avec Col du Nid de Corbeau.
Crowsnest Pass (en français : Col du Nid de Corbeau) est une municipalité spécialisée (specialized municipality) située dans le sud-ouest la province canadienne d'Alberta et frontalière avec la province de Colombie-Britannique, sur le col de Crowsnest Pass.

## Démographie
En tant que localité désignée dans le recensement de 2011, Crowsnest Pass a une population de 5 565 habitants dans 2 586 de ses 3 234 logements, soit une variation de -3,2% par rapport à la population de 2006. Avec une superficie de 373,07 km2, cette municipalité spécialisée possède une densité de population de 14,9 hab/km2 en 2011.
Concernant le recensement de 2006, Crowsnest Pass abritait 5,749 habitants dans 2 633 de ses 3 004 logements, soit un déclin de 8.2% par rapport à la population de 2001. Avec une superficie de 373,07 km2, cette municipalité spécialisée possédait une densité de population de 15,4 hab/km2 en 2006.
| 2001  | 2006  | 2011  | 2016  |
| ----- | ----- | ----- | ----- |
| 6 262 | 5 749 | 5 565 | 5 589 |